# ويست فيرلي (فيرمونت)
ويست فيرلي (بالإنجليزية: West Fairlee, Vermont)‏ هي بلدة تقع في مقاطعة أورانج (فيرمونت) بولاية فيرمونت في الولايات المتحدة. تأسست عام 1797، تبلغ مساحتها 59.1 (كم²)، وترتفع عن سطح البحر 223 م، بلغ عدد سكانها 726 نسمة في عام 2000 حسب إحصاء مكتب تعداد الولايات المتحدة وتصل الكثافة السكانية فيها 12.4 نسمة/كم2.

## وصلات خارجية
- The US50 - Cities and Towns in Vermont State
- Vermont Cities and Towns, Facts, Map, Flag, Colleges, Government, and More